# La Bắc
La Bắc (chữ Hán giản thể: 萝北县, âm Hán Việt: La Bắc huyện) là một huyện thuộc địa cấp thị Hạc Cương, tỉnh Hắc Long Giang, Cộng hòa Nhân dân Trung Hoa. Huyện này có diện tích 6991 km², dân số 230.000 người. Mã số bưu chính của La Bắc là 154200. Chính quyền nhân dân huyện La Bắc đóng tại trấn Phượng Tường. Huyện này được chia thành 5 trấn, 5 hương và 1 hương dân tộc. Các đơn vị này lại được chia ra thành 91 thôn hành chính.
- Trấn: Phượng Tường, Hạc Bắc, Danh Sơn, Triệu Hưng, Đoàn Kết.
- Hương: Thái Bình Câu, Hoàn Sơn, Phấn Đấu, Liên Hoa, Vi Trường.
- Hương dân tộc Triều Tiên Đông Minh.